# Discographie de Jonghyun
La discographie du chanteur sud-coréen Kim Jonghyun se compose d'un album studio, d'un album compilatif, d'un extended play, cinq singles et de six bande-sons. Jonghyun a sorti son premier extended play Base le 12 janvier 2015. Son premier album compilatif, nommé Story Op.1, est sorti le 17 septembre 2015. Jonghyun a sorti un single collaboratif avec Herritage intitulé "Your Voice" le 18 mars 2016 pour le projet SM Station. Le 24 mai 2016, il sort son premier album studio, She Is, qui contient 9 chansons.

## Albums

### Albums studio
| Titre  | Détails sur l'album                                                                             | Meilleure position | Meilleure position | Meilleure position | Meilleure position | Meilleure position | Ventes                        |
| Titre  | Détails sur l'album                                                                             | COR                | JPN                | TW                 | US World           | US Heat            | Ventes                        |
| ------ | ----------------------------------------------------------------------------------------------- | ------------------ | ------------------ | ------------------ | ------------------ | ------------------ | ----------------------------- |
| She Is | - Date de sortie: 24 mai 2016 - Label: SM Entertainment, KT Music - Formats: CD, téléchargement | 1                  | 21                 | 4                  | 4                  | 20                 | - COR: 56,435+ - JPN: 3,279+, |

### Albums compilatifs
| Titre      | Détails sur l'album                                                                                   | Meilleure position | Meilleure position | Meilleure position | Meilleure position | Ventes                       |
| Titre      | Détails sur l'album                                                                                   | COR                | JPN                | TW                 | US World           | Ventes                       |
| ---------- | --- | ------------------ | ------------------ | ------------------ | ------------------ | ---------------------------- |
| Story Op.1 | - Date de sortie: 17 septembre 2015 - Label: SM Entertainment, KT Music - Formats: CD, téléchargement | 3                  | 15                 | 6                  | 7                  | - COR: 26,098+ - JPN: 2,672+ |

### Extended plays
| Titre | Détails sur l'album                                                                                 | Meilleure position | Meilleure position | Meilleure position | Meilleure position | Meilleure position | Ventes         |
| Titre | Détails sur l'album                                                                                 | COR                | JPN                | TW                 | US World           | US Heat            | Ventes         |
| ----- | --------------------------------------------------------------------------------------------------- | ------------------ | ------------------ | ------------------ | ------------------ | ------------------ | -------------- |
| Base  | - Date de sortie: 12 janvier 2015 - Label: SM Entertainment, KT Music - Formats: CD, téléchargement | 1                  | 14                 | 1                  | 1                  | 20                 | - COR: 76,995+ |

## Singles
| "Déjà-Boo" (ft. Zion.T)                                                               | 2015 | 1   | 21 | - COR (DL): 398,873+ | Base       |
| "Crazy (Guilty Pleasure)" (ft. Iron)                                                  | 2015 | 5   | 12 | - COR (DL): 125,629+ | Base       |
| "End of a Day"                                                                        | 2015 | 26  | —  | - COR (DL): 137,555+ | Story Op.1 |
| "Your Voice" (avec Heritage)                                                          | 2016 | 106 | —  | - COR (DL): 29,836+  |            |
| "She Is"                                                                              | 2016 | 14  | 19 | - COR (DL): 153,894+ | She Is     |
| "—" signifie que le morceau ne s'est pas classé ou n'est pas sorti dans cette région. |      |     |    |                      |            |

## Collaborations
| "Wrongly Given Love" (Zhang Liyin ft. Jonghyun)                                       | 2008 | — | —  | I Will               |              |
| "A Gloomy Clock" (IU ft. Jonghyun)                                                    | 2013 | 6 | 11 | - COR (DL): 349,486+ | Modern Times |
| "—" signifie que le morceau ne s'est pas classé ou n'est pas sorti dans cette région. |      |   |    |                      |              |

## Bande-son
| "So Goodbye"                                                                          | 2011 | 28  | - COR (DL): 402,783+ | City Hunter OST                        |
| "1 Out Of 100"                                                                        | 2013 | 148 | - COR (DL): 30,068+  | The King's Dream OST                   |
| "She"                                                                                 | 2014 | 67  | - COR (DL): 55,727+  | Birth of a Beauty OST                  |
| "That Name" (avec Taemin)                                                             | 2015 | 36  | - COR (DL): 102,429+ | Who Are You: School 2015 OST           |
| "Beautiful Lady"                                                                      | 2015 | 118 | - COR (DL): 25,366+  | Oh My Venus OST                        |
| "Only The Words I Love You"                                                           | 2015 | 62  | - COR (DL): 47,992+  | Two Yoo Project - Sugar Man OST Part 5 |
| "—" signifie que le morceau ne s'est pas classé ou n'est pas sorti dans cette région. |      |     |                      |                                        |

## Autres apparitions
| "Miss You" (dans le cadre de SM the Ballad)                                           | 2010 | 16  | —  | —  | — |                                 | SM the Ballad Vol. 1 – Miss You         |
| "Hot Times" (dans le cadre de SM the Ballad)                                          | 2010 | 93  | —  | —  | — |                                 | SM the Ballad Vol. 1 – Miss You         |
| "Don't Lie" (avec Jino ft. Henry, dans le cadre de SM the Ballad)                     | 2010 | 135 | —  | —  | — |                                 | SM the Ballad Vol. 1 – Miss You         |
| "Let's Go" (dans le cadre de G-20)                                                    | 2010 | 116 | —  | —  | — |                                 |                                         |
| "Dear My Family" (dans le cadre de SM Town)                                           | 2012 | —   | —  | —  | — | I AM. OST                       |                                         |
| "You Are A Miracle" (avec plusieurs artistes)                                         | 2013 | 32  | —  | —  | — | - COR (DL): 53,496+             | 2013 SBS Gayo Daejun Friendship Project |
| "Breath" (avec Taeyeon, dans le cadre de SM the Ballad)                               | 2014 | 3   | 6  | —  | 8 | - COR (DL): 464,673+            | SM the Ballad Vol. 2 – Breath           |
| "A Day Without You" (avec Chen, dans le cadre de SM the Ballad)                       | 2014 | 8   | 21 | 12 | — | - COR (DL): 138,388+            | SM the Ballad Vol. 2 – Breath           |
| "Elevator"                                                                            | 2015 | —   | —  | —  | — |                                 | Monthly Live Connection Track 1         |
| "I Guess Now It's the Fall" (avec Go Young Bae)                                       | 2015 | —   | —  | —  | — |                                 | Monthly Live Connection Track 2         |
| "Aewol" (avec Jung Joon-young)                                                        | 2015 | —   | —  | —  | — | Monthly Live Connection Track 3 |                                         |
| "—" signifie que le morceau ne s'est pas classé ou n'est pas sorti dans cette région. |      |     |    |    |   |                                 |                                         |

## Autres chansons classées
| Titre                    | Année | Meilleure position | Ventes              | Album      |
| Titre                    | Année | COR Gaon Chart     | Ventes              | Album      |
| ------------------------ | ----- | ------------------ | ------------------- | ---------- |
| "Love Belt" (ft. Younha) | 2015  | 16                 | - COR (DL): 67,205+ | Base       |
| "Hallelujah"             | 2015  | 27                 | - COR (DL): 33,544+ | Base       |
| "MONO-Drama"             | 2015  | 28                 | - COR (DL): 33,867+ | Base       |
| "Beautiful Tonight"      | 2015  | 29                 | - COR (DL): 34,488+ | Base       |
| "NEON"                   | 2015  | 37                 | - COR (DL): 30,370+ | Base       |
| "U & I"                  | 2015  | 56                 | - COR (DL): 57,057+ | Story Op.1 |
| "Diphylleia grayi"       | 2015  | 93                 | - COR (DL): 36,028+ | Story Op.1 |
| "Like You"               | 2015  | 96                 | - COR (DL): 33,924+ | Story Op.1 |
| "02:34"                  | 2015  | 101                | - COR (DL): 35,033+ | Story Op.1 |
| "Fine"                   | 2015  | 110                | - COR (DL): 31,539+ | Story Op.1 |
| "Maybe Tommorow"         | 2015  | 114                | - COR (DL): 30,893+ | Story Op.1 |
| "I'm Sorry"              | 2015  | 116                | - COR (DL): 30,339+ | Story Op.1 |
| "Happy Birthday"         | 2015  | 121                | - COR (DL): 27,832+ | Story Op.1 |
| "White T-Shirt"          | 2016  | 65                 | - COR (DL): 43,540+ | She Is     |
| "Orbit"                  | 2016  | 91                 | - COR (DL): 31,822+ | She Is     |
| "Moon"                   | 2016  | 109                | - COR (DL): 27,446+ | She Is     |
| "Dress Up"               | 2016  | 113                | - COR (DL): 25,389+ | She Is     |
| "AURORA"                 | 2016  | 114                | - COR (DL): 25,264+ | She Is     |
| "Cocktail"               | 2016  | 118                | - COR (DL): 24,959+ | She Is     |
| "Suit Up"                | 2016  | 119                | - COR (DL): 24,636+ | She Is     |
| "RED"                    | 2016  | 121                | - COR (DL): 24,313+ | She Is     |

## Vidéoclips
| Année | Titre                             | Notes                   |
| ----- | --------------------------------- | ----------------------- |
| 2015  | "Déjà-Boo"                        | ft. Zion.T              |
| 2015  | "Crazy (Guilty Pleasure)"         | ft. Iron                |
| 2015  | "Hallelujah (Dance Practice Ver.) |                         |
| 2015  | "End of a Day"                    |                         |
| 2016  | "Your Voice"                      | avec Heritage; Prologue |
| 2016  | "She Is"                          |                         |